# Вадодара
Вадо́дара (гудж. વડોદરા) — 3-й крупнейший город в индийском штате Гуджарат после Ахмадабада и Сурата. Раньше назывался «Баро́да» (гудж. બરોડા). Также известен под названиями Саяджи Нагари («Город Саяджи» в честь Махараджи Саяджирао Гаеквада III) или Санскари Нагари («Город Культуры», ссылка на статус города «Культурная столица Гуджарата»).

## История
История города началась с 812 года. В период с начала XVIII века по 1949 г. — княжество.

### Мэры города
- 2008—2010 — Балкришна Шукла[англ.] (англ. Balkrishna Khanderao Shukla)[5].
- декабрь 2010 — июнь 2013 — 24-й мэр — Джоти Пандья (женщина).
- 2013—2015 — 25-й мэр — Бхарат Шах.

## География и климат

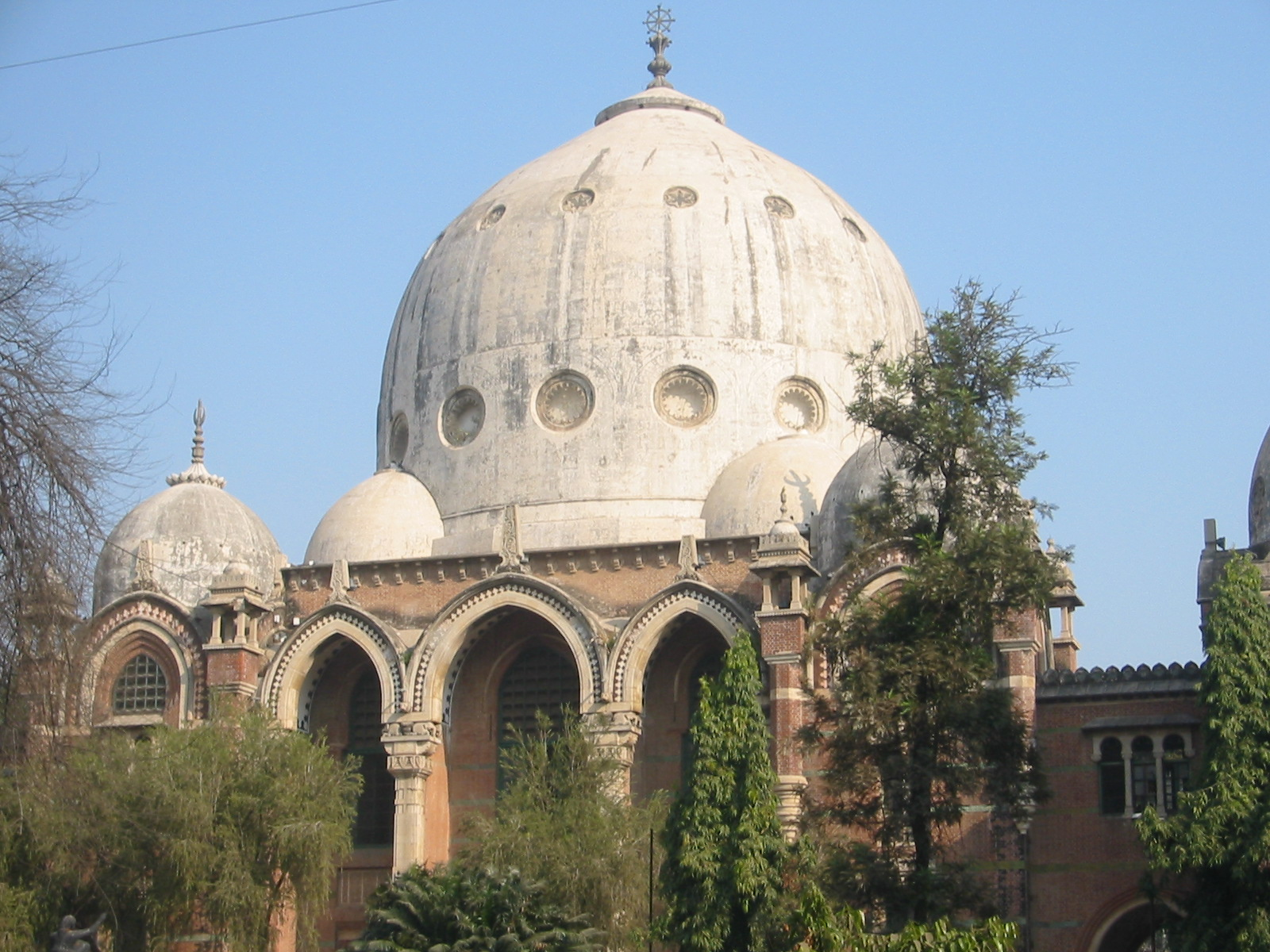
Университет махараджи Саяджирао

Вадодара расположена на западе Индии, в штате Гуджарат, на высоте 39 м над уровнем моря. Город раскинулся на плодородной равнине, на обоих берегах реки Вишвамитри, которая обычно почти пересыхает летом.
Климат города характеризуется как тропический, выделяют 3 сезона: летний, сезон муссонов и зимний. Самый жаркий период — с марта по июль. Сезон муссонов продолжается со второй половины июня по сентябрь. Самая высокая когда-либо зафиксированная температура: 47°С, самая низкая: −1°С. Среднегодовой уровень осадков: 930 мм.

## Демография

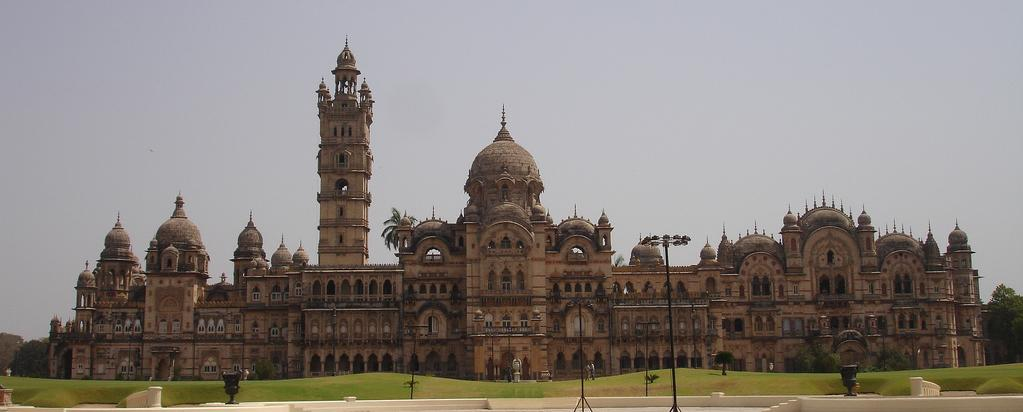
Дворец Лакшми-Вилас

По данным переписи 2001 года население города составляло 1 492 398 человек, по данным на 2010 год этот показатель составляет около 1,8 млн человек. Мужчины составляют 52 % населения, женщины — 48 %. Уровень грамотности — 78 % (мужчины — 82 %, женщины — 74 %), что выше чем средний по стране показатель 59,5 %. Доля детей в возрасте менее 6 лет: 11 %. Наиболее распространённые языки: гуджарати, маратхи, хинди и английский.
Динамика роста населения:
- 1991: 1 126 824 чел.
- 2001: 1 491 045 чел.
- 2011: 1 822 221 чел.

## Транспорт
Аэропорт Вадодары расположен к северо-востоку от города, выполняет только местные рейсы в Дели, Бангалор, Бомбей, Пуну и Хайдарабад. Город — крупный железнодорожный узел, принадлежит к Западной зоне Индийских железных дорог. Национальная автотрасса № 8 соединяет город с Дели, Ахмадабадом и Бомбеем. Экспрессвэй № 1 также соединяет Вадодару с Ахмадабадом.